# Вулиця Івана Труша (Київ)
Ву́лиця Іва́на Труша́ — вулиця у Святошинському районі міста Києва, село Микільська Борщагівка. Пролягає від початку забудови поблизу вулиці Родини Бунґе до проспекту Академіка Корольова.

## Історія
Виникла в 1-й половині XX століття, мала назву вулиця Горького, на честь письменника Максима Горького). 1974 року отримала назву вулиця Пришвіна, на честь російського та радянського письменника Михайла Пришвіна.
У 80-х роках XX століття під час знесення старої забудови села Микільська Борщагівка та будівництва житлового масиву Південна Борщагівка значно вкорочена (до сучасних розмірів) та була офіційно ліквідована, оскільки планувалася під знесення.
Однак частина вулиці разом із малоповерховою забудовою збереглася до нашого часу. Проте вулиця довгий час помилково вважалася ліквідованою, у довіднику «Вулиці Києва» 1995 року потрапила у перелік зниклих вулиць. У 2000-х роках назву вулиці було поновлено в реєстрі, повторно внесено в документи та на карти міста.
Сучасна назва на честь українського художника Івана Труша — з 2022 року.